# Bremer Ruder-Club Hansa
Der Bremer Ruder-Club Hansa (BRCH), Eigenschreibweise Bremer Ruder-Club HANSA (1879/83), ist ein Sportverein aus Bremen.

## Geschichte  und Lage
Der Verein entstand am 5. Mai 1946 aus den beiden Traditionsvereinen Oberweser Ruder-Verein von 1879, gegründet am 6. September 1879, und dem Ruderverein Brema, gegründet am 1. Mai 1883.
Das Bootshaus befindet sich in der Werderstraße. Das Ruderrevier ist die Weser.

## Bekannte Sportler
1958 siegte der Vierer mit Steuermann mit Georg Niermann, Friedrich Arfmann, Heinz Kollmann, Albrecht Wehselau und Steuermann Gerd Jürgenbehring Deutscher Meister und Europameister.
Oliver Rau wurde 1994 für den benachbarten Bremer Ruderverein von 1882 Weltmeisterschaftsdritter und wechselte 1995 zum Bremer Ruder-Club Hansa. Für Hansa gewann er die Bronzemedaille im Leichtgewichts-Vierer ohne Steuermann bei den Weltmeisterschaften 1995. Im Jahr darauf erruderte er die Bronzemedaille im Leichtgewichts-Zweier ohne Steuermann. 
Christiane Will siegte bei den Weltmeisterschaften 1998 im Doppelvierer.